# Ellisina levata
Ellisina levata är en mossdjursart som först beskrevs av Walter Douglas Hincks 1882.  Ellisina levata ingår i släktet Ellisina och familjen Calloporidae. Inga underarter finns listade i Catalogue of Life.